# Old Order River Brethren

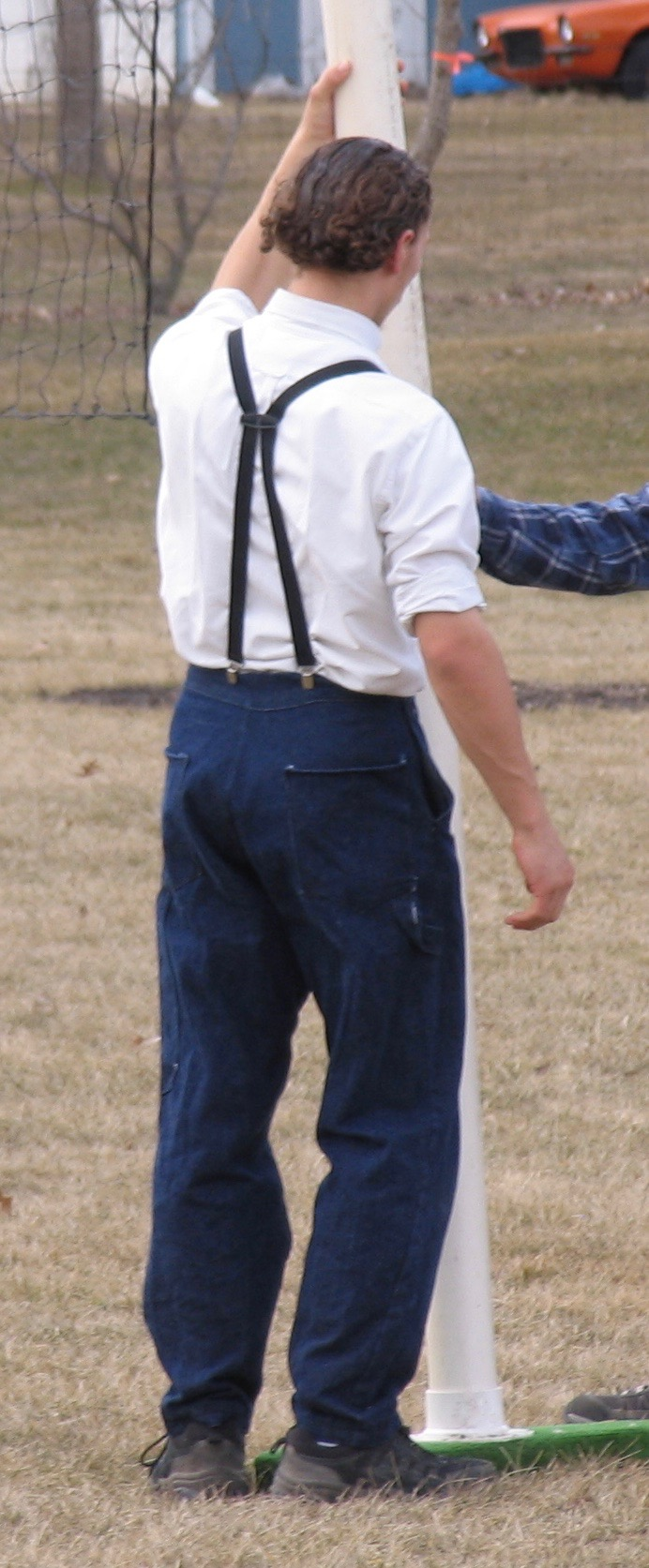
Jeune homme de l'Old Order River Brethren

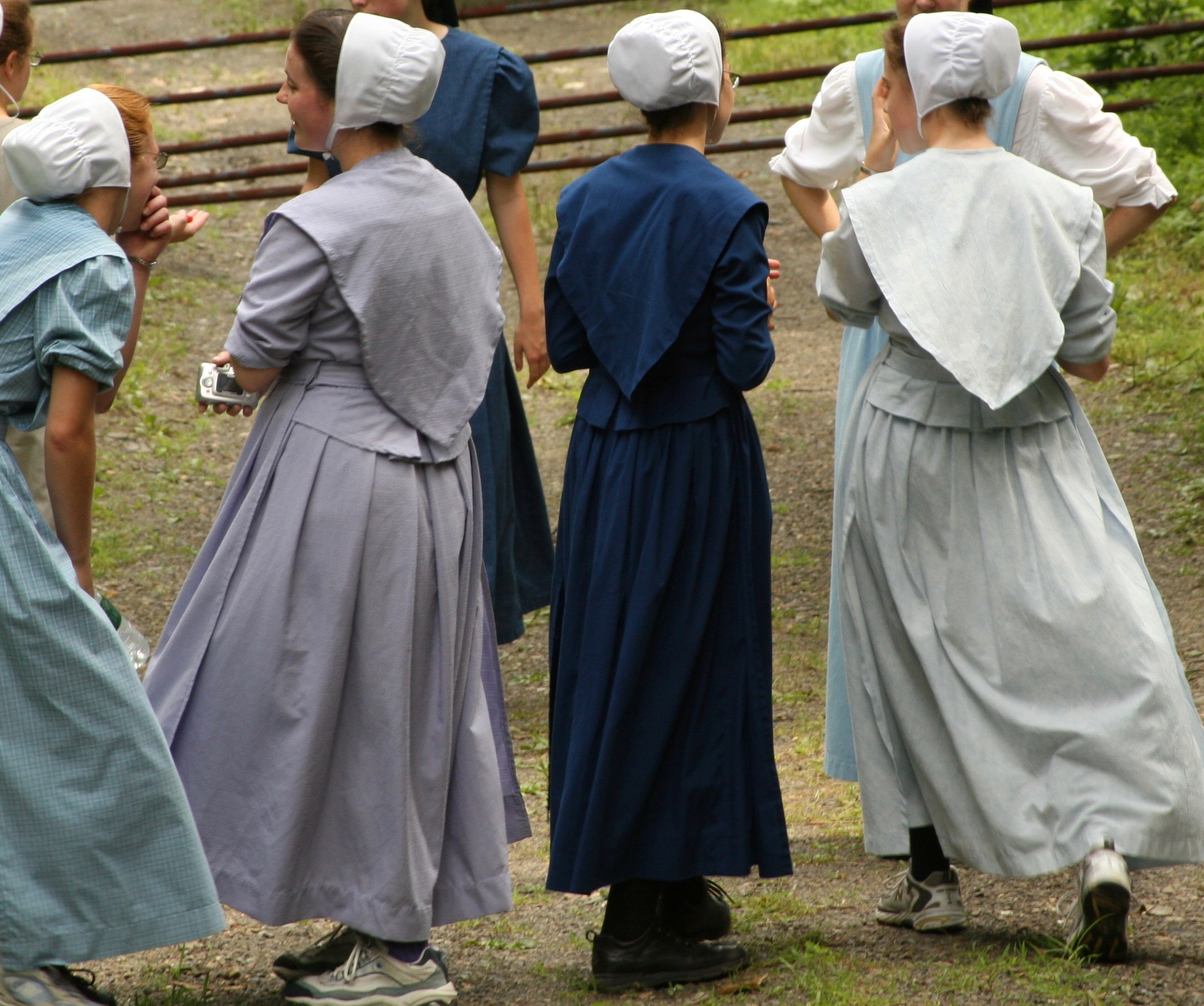
Jeunes femmes de l'Old Order River Brethren

Les Old Order River Brethren (français : Frères de la Rivière de l'Ancien Ordre) sont une dénomination des River Brethren du christianisme anabaptiste avec des racines dans le mouvement piétiste radical. Comme leur nom l'indique, ils sont des anabaptistes de l'Ancien Ordre (en).

## Histoire
La dénomination a commencé vers 1778 en Pennsylvanie. Ils partagent leur histoire initiale avec l'Église des Frères en Christ. Un groupe de frères vivant près de la rivière Susquehanna, qui s'étaient auparavant séparés des Mennonites, fréquentaient les Frères Baptistes Allemands mais sont finalement devenus connus sous le nom de River Brethren. En 1856, il y a eu une scission en trois parmi les River Brethren et ces personnes ont établi un groupe séparé, plus conservateur.
Ils étaient parfois appelés les Frères de York ou les Yorkers, car la plupart des membres en 1843 étaient situés dans le comté de York, en Pennsylvanie. Ce groupe croyait que la majorité des églises des River Brethren devenaient trop laxistes dans leur standard de non-conformité et de non-résistance bibliques, et souhaitaient revenir aux anciennes doctrines et traditions scripturaires. Avec l'augmentation des groupes plus progressistes et modernisateurs dans la chrétienté après la révolution industrielle, et l'émergence d'une dénomination clarifiante des autres groupes traditionnels de l'Ancien Ordre parmi les gens simples comme les Amish (Ancien Ordre Amish formé entre 1862 et 1878), les Mennonites (Mennonite Ancien Ordre (en), 1872-1901) et les Frères Baptistes Allemands (Old German Baptist Brethren (en), 1882) à la fin des années 1800, ils se sont également définis comme "Ancien Ordre".
Entre 1921 et 1961, quatre scissions ont eu lieu dans le groupe, principalement concernant l'utilisation des voitures, laissant les Old Order River Brethren divisés en cinq sous-groupes. Trois des cinq groupes se sont réunis entre 1969 et 1977, de sorte qu'il y a actuellement trois sous-groupes.

## Pratique religieuse
Traditionnellement, les réunions de culte se tiennent dans les maisons et les granges des membres. De nos jours, des maisons de réunion et des bâtiments publics sont parfois utilisés pour les services religieux. Les ministres ne sont pas rémunérés et n'ont pas de formation formelle pour les prédicateurs. Ils sont choisis parmi les hommes pieux de la congrégation qui remplissent la description scripturaire des dirigeants d'église dans 1 Timothée 3:1-13 et Tite 1:5-3:11. Une congrégation a traditionnellement un évêque, deux ministres et un ou deux diacres.
Les témoignages font partie intégrante de chaque service de culte, qui commence par permettre à tous les membres, hommes et femmes, de partager des témoignages personnels, des réponses à la prière ou des chants. Il n'y a pas d'école du dimanche séparée, mais tous les membres apprennent, adorent et étudient la Bible ensemble.
La Cène est observée lors d'un week-end de fête d'amour qui comprend des prédications, des chants, un examen de conscience, des repas communautaires et le lavage des pieds.
Le baptême des croyants est pratiqué après la conversion, le plus souvent pendant l'adolescence. Le baptême se fait par immersion triple au nom du Père, du Fils et du Saint-Esprit, dans de l'eau naturelle en plein air (souvent un étang, une rivière ou un ruisseau), comme chez les autres Frères plaignants. Le baptême en plein air est pratiqué quelles que soient les conditions météorologiques. Les Old Order River Brethren ont déjà brisé la glace pour effectuer un baptême. Cela symbolise l'engagement pris, de suivre Jésus quels que soient les coûts.
Les Old Order River Brethren portent une forme conservatrice de tenue simple. Les membres masculins portent des barbes sans moustaches, des pantalons longs généralement de couleur sombre et souvent avec des bretelles, et des chemises boutonnées à manches longues. Les membres féminins portent des couvre-chefs en coton blanc opaque ainsi que des robes longues à cape en tissu uni, ou à très petit motif. La robe des femmes a une cape attachée de type mennonite à l'avant, et une cape de style Frères, ou cape lâche à l'arrière. Comme dans de nombreux autres groupes simples, ils n'obligent pas leurs enfants à s'habiller selon le modèle de l'église avant la conversion, le baptême et l'adhésion à l'église; ce qui se fait généralement à l'adolescence ou dans la vingtaine. Avant cela, les enfants et les jeunes portent des vêtements modestes et appropriés au genre.
En 1919, les Old Order River Brethren ont interdit l'utilisation des automobiles, maintenant ainsi l'utilisation des véhicules tirés par des chevaux jusqu'à ce que le groupe Musser autorise les voitures en 1951 et le groupe Strickler en 1954. Un troisième sous-groupe plus petit et en diminution, appelé la "Vieille Église", utilise encore des transports en calèche.
La télévision n'est pas autorisée, mais l'électricité, les téléphones et l'accès limité à Internet sont acceptés. Les membres qui se sentent appelés à une certaine profession nécessitant une éducation universitaire ne sont pas rares, mais la plupart d'entre eux sont dans des professions de service telles que la formation médicale et dentaire. Cela est perçu comme la continuation du ministère que Jésus avait parmi les malades et les nécessiteux lorsqu'Il marchait sur terre.
Au cours du 20e siècle, l'allemand de Pennsylvanie a été remplacé par l'anglais, qui est utilisé exclusivement dans les services depuis environ les années 1940. Seuls quelques membres parlaient encore l'allemand de Pennsylvanie de leurs ancêtres dans les années 1990.

## Membres and congrégations
| Année | Membres |
| ----- | ------- |
| 1935  | 472     |
| 1960  | ~340    |
| 1986  | 327     |
| 2000  | 388     |
| 2019  | ~500    |

Au cours du XXe siècle, plusieurs colonies des Old Order River Brethren en Pennsylvanie, Ohio, Indiana et Ontario ont diminué puis disparu. Pour 1935 et 1937, l'Association des archives de données religieuses répertorie 472 membres pour les Old Order Yorker River Brethren, c'est-à-dire les Old Order River Brethren. En 1960, il y avait 340 membres.
En 1986, il y avait 327 membres répartis en trois sous-groupes : le groupe Strickler avec 172 membres, situé dans les comtés de Lancaster et Franklin, Pennsylvanie, et dans le comté de Dallas, Iowa ; le groupe Horst avec 121 membres dans les comtés de Lancaster et Franklin ; et la "Vieille Église" avec 34 membres dans le comté de Franklin.
En l'an 2000, tous les groupes des Old Order River Brethren comptaient ensemble 328 membres, organisés en trois sous-groupes et cinq congrégations. Le groupe Strickler avait trois districts : Franklin avec 86 membres, Lancaster avec 83 et Dallas Center en Iowa avec 33, soit un total de 202 membres. Le groupe Horst avait un district dans le comté de Franklin avec 109 membres, et la Vieille Église également un dans le comté de Franklin avec 17 membres. Les membres utilisant la calèche se sont relocalisés dans le comté de Clay, Kansas, entre 2000 et 2010. Dans les années 2010, une nouvelle église a été implantée en Virginie-Occidentale.
La population totale de tous les groupes des Old Order River Brethren, y compris les enfants et les jeunes membres non encore baptisés, était entre 530 et 535 vers l'an 2000. En 2014, tous les groupes des Old Order River Brethren comptaient environ 550 membres répartis dans cinq congrégations, dont la "Vieille Église" n'avait qu'environ une demi-douzaine de membres.
Le poète et historien G. C. Waldrep (en) (né en 1968) est membre des Old Order River Brethren, tout comme l'auteur Stephen Scott (1948-2011) l'était jusqu'à sa mort.

## Publication
Les Vieux River Brethren publient une lettre d'information appelée The Golden Chain. En 1984, l'école Sonlight River Brethren a été fondée dans le comté de Lancaster.

## Ouvrage
- Margaret C. Reynolds: Plain Women: Gender and Ritual in the Old Order River Brethren, University Park, PA, 2001.
- Laban T. Brechbill: History of the Old Order River Brethren, Wrightsville, PA, 1972.
- Laban T. Brechbill: Doctrine of the Old Order River Brethren, 1967.
- Myron Dietz: The Old Order River Brethren, in "Brethren in Christ History and Life 6", Juin 1983, pages 4–35.
- Stephen E. Scott: The Old Order River Brethren Church, in "Pennsylvania Mennonite Heritage I", Juillet 1978, pages 13–22.
- Donald B. Kraybill: Concise Encyclopedia of Amish, Brethren, Hutterites and Mennonites, Baltimore, 2010.
- Donald B. Kraybill and Nelson Hostetter: Anabaptist World USA, Scottdale, PA, et Waterloo, ON, 2001.